# Öknaskolan

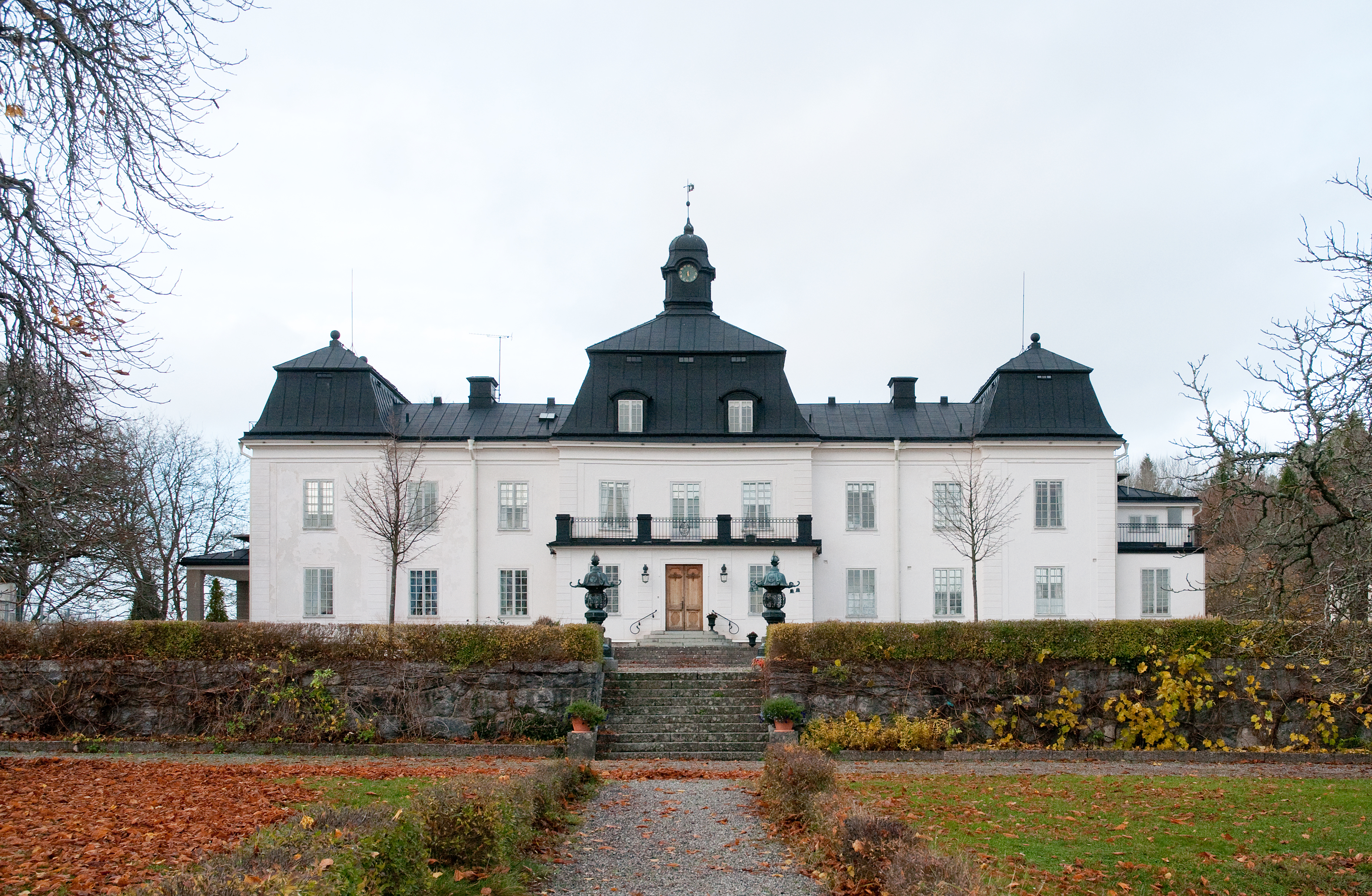
Öknaskolan i Bogsta, Nyköpings kommun.

Öknaskolan är ett naturbruksgymnasium som ligger på herrgården Öknas område i Bogsta socken i Södermanland, 2,5 mil norr om Nyköping och 8 mil söder om Stockholm. På Öknaskolan utbildas ungdomar till yrken inom lantbruk, djurhållning, trädgård, naturturism och hästhållning. Eleverna kan läsa naturvetenskap som tilläggsprofil. Region Sörmland är huvudman för skolan.
Öknaskolan har också en anpassad gymnasieskola för elever som behöver särskilt stöd i sin undervisning.  
På skolan går 2024 cirka 250 elever, varav 160 bor på skolans internat.